# Marta Pontnou i Farré
Marta Pontnou i Farré (Santa Coloma de Queralt, 13 d'agost de 1980) va estudiar el grau superior de Producció Audiovisual i la llicenciatura d’Humanitats a la Universitat Pompeu Fabra. És assessora d'imatge, escriptora, col·laboradora en diversos mitjans de comunicació en temes de pressió estètica: Ràdio 4, La Ser Catalunya, Catalunya Ràdio i és columnista al digital de cultura Núvol.

## Obres
- Sexe ficció (2021), editorial Rosa dels Vents
- Els pecats de la xona i tot allò que la Moreneta ens perdona (2023), editorial Rosa dels Vents